# Give Myself to You
Give Myself to You è il secondo singolo tratto dal quarto album della rock band statunitense Train, For Me, It's You. Ha Raggiunto la top 40 della Billboard Adult Top 40 chart.

## Video musicale
Per il brano i Train hanno pubblicato un video musicale. Il video consiste in una televendita in cui, tra i prodotti in vendita, c'è anche il disco dei Train, For Me, It's You.

## Classifiche
| Classifica (2006)                    | Posizione più alta |
| ------------------------------------ | ------------------ |
| Stati Uniti (Billboard Adult Top 40) | 34                 |